# 安璞
安璞，字仲合，号约斋，江苏无锡人，武邑痒生，后入太学。明末东林党领袖安希范之孙、安广居之次子。

## 家族
高祖父，安国，明朝中期出版家、收藏家。曾祖父，安如山，嘉靖八年进士，明朝中期政治人物。祖父，安希范，万历十四年进士，东林党领袖。父亲，安广居，崇祯十六年进士。长兄，安璿，诗人，著有《胶东山水志》。季弟，安兴孝，诗人，著有《苍崖诗稿》。